# Xipiu de Tucumán
El xipiu de Tucumán (Poospiza baeri) és un ocell de la família dels tràupids (Thraupidae).

## Hàbitat i distribució
Habita zones arbustives i pastures dels Andes del nord-oest de l'Argentina.